# Hattori Hanzō
Hattori Hanzō (服部 半蔵) (1541 – 1596), também conhecido por Masanari ou Masashige Hattori Masanari (服部 正成), filho de Hattori Yasunaga, foi um famoso Ninja e chefe de um clã da região de Iga no Japão.

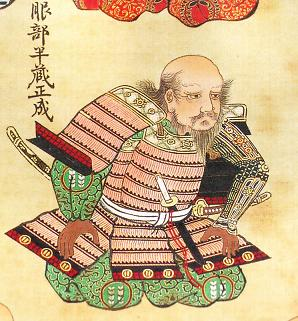
Um retrato de Hattori Hanzō

Hanzō serviu fielmente o xogun Tokugawa Ieyasu e é normalmente retratado como tal em obras de ficção e nos mangás. Hanzō nasceu vassalo Samurai do clã Matsudaira (que viria a se tornar o clã Tokugawa). Ele ficou conhecido mais tarde como Oni-Hanzō (鬼半蔵, "Demônio Hanzō") graças a ferocidade que demonstrava em batalha. Este apelido o distinguia de outro samurai de Tokugawa, Watanabe Hanzō, também conhecido como Yari-Hanzō (槍半蔵, "Hanzō da Lança").